# Choucador à oreillons bleus
Lamprotornis chalybaeus
Espèce
Statut de conservation UICN

 LC  : Préoccupation mineure
Le Choucador à oreillons bleus (Lamprotornis chalybaeus), aussi appelé Merle bronzé vert, Étourneau métallique commun, Merle métallique à oreillons bleus ou Merle métallique commun, est une espèce de passereaux de la famille des Sturnidae.

## Description

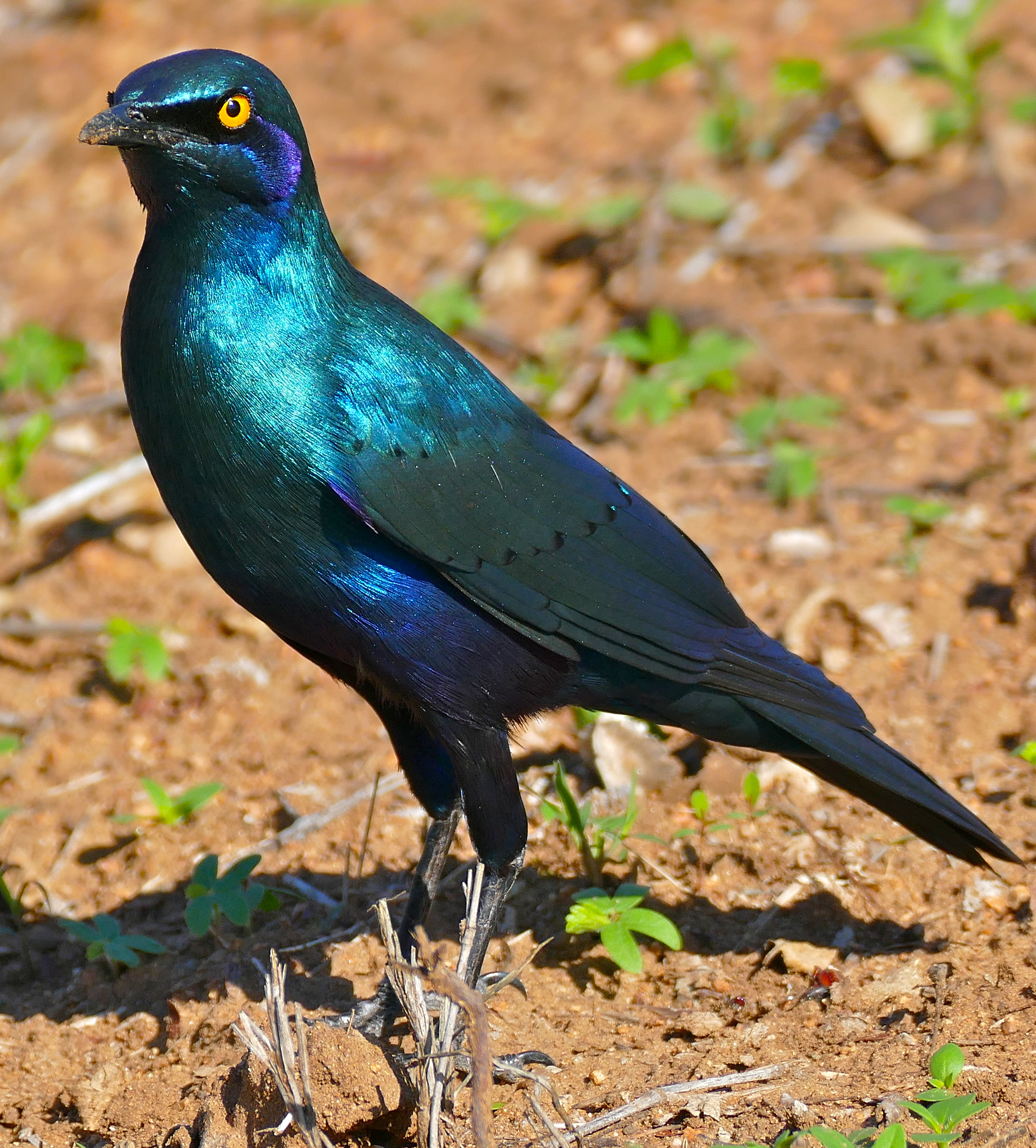
Lamprotornis chalybaeus
(Parc national Kruger, Afrique du Sud)

Cet oiseau vit en Afrique subsaharienne (rare en Afrique australe et équatoriale).

## Sous-espèces
Cet oiseau est représenté par quatre sous-espèces :
- Lamprotornis chalybaeus chalybaeus ;
- Lamprotornis chalybaeus cyaniventris ;
- Lamprotornis chalybaeus nordmanni ;
- Lamprotornis chalybaeus scyobius.

## Galerie

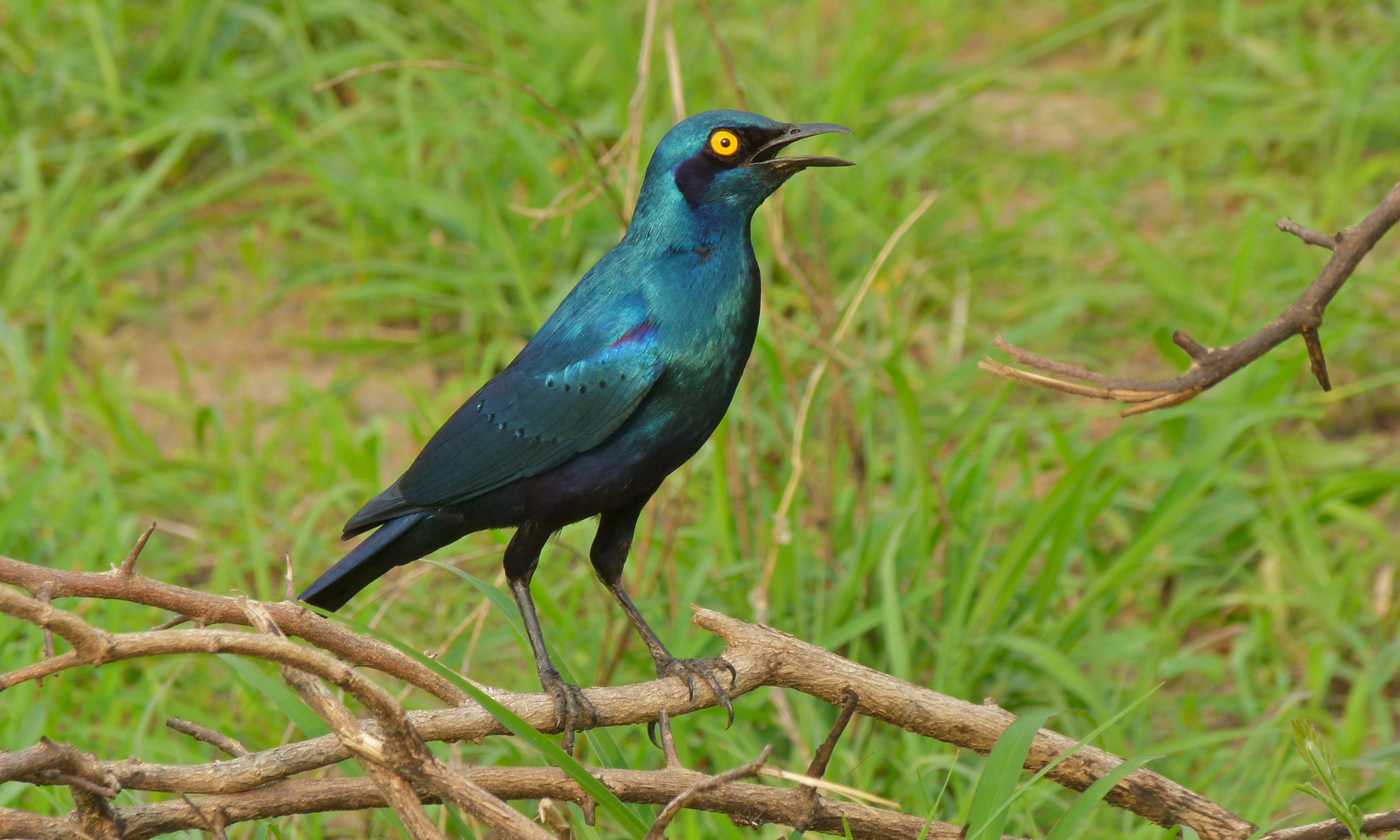
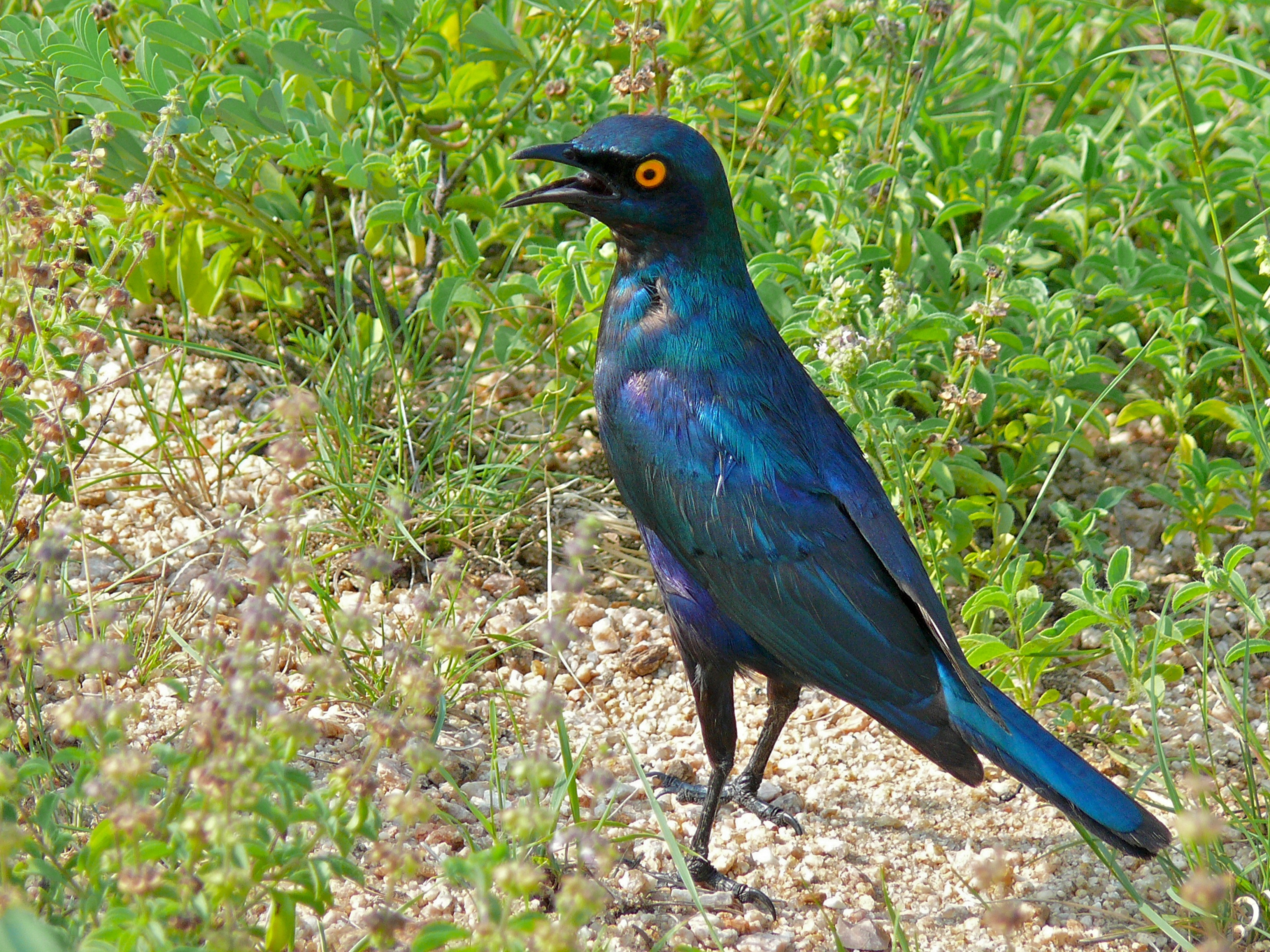
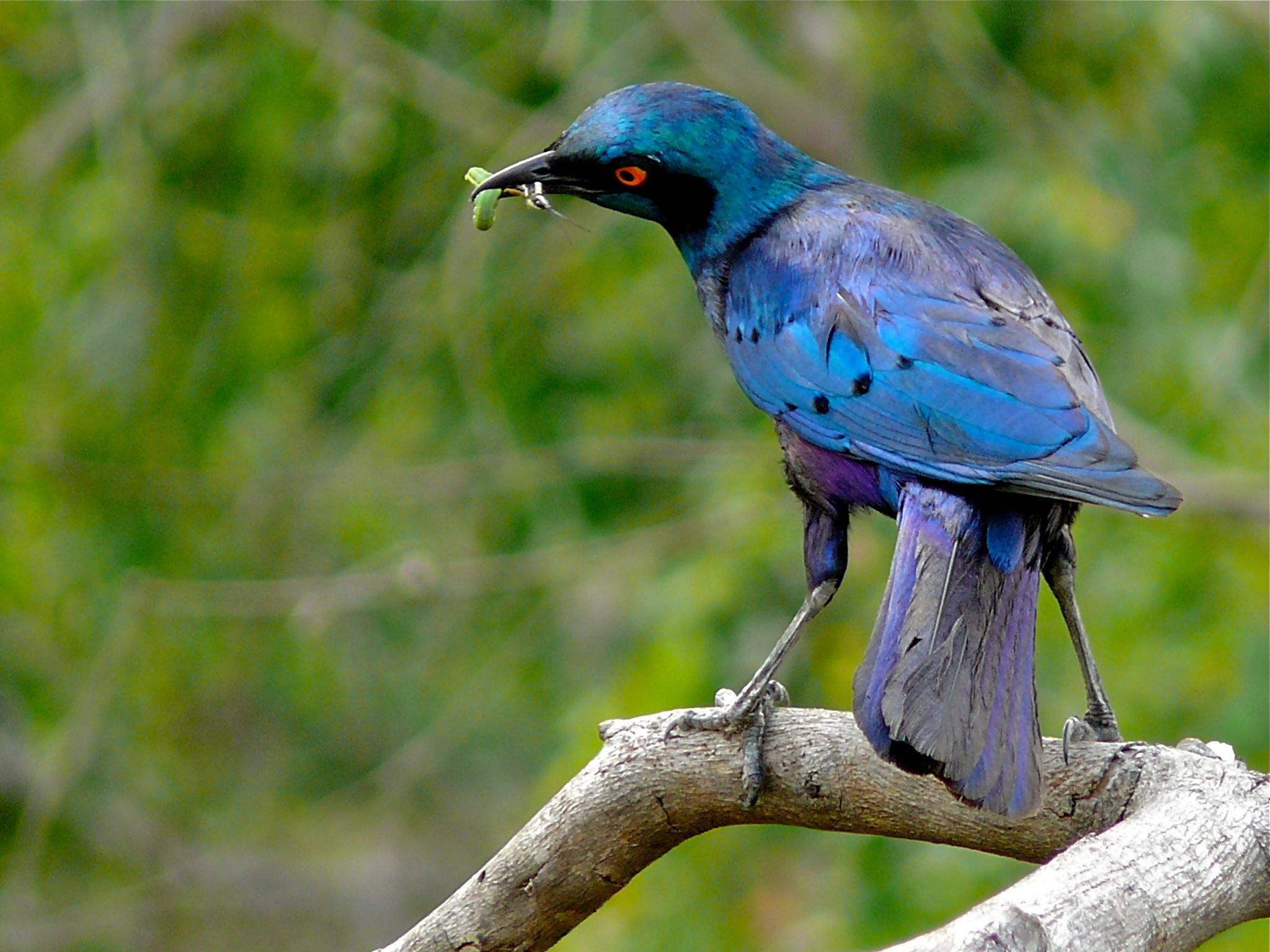